# Петров Олександр Андрійович
Олександр Андрійович Петров (нар. 25 січня 1989, Переславль-Залеський) — російський актор театру і кіно.

## Життєпис
Навчався на економічному факультеті вишу. Під час навчання входив до складу команди КВК, був членом студентської ради, грав у театрі-студії «Антреприза» під керівництвом В. А. Іваненка. На театральному фестивалі в Похвистневому Самарської області на майстер-класах познайомився з педагогами ГІТІСу, в тому числі з Леонідом Хейфецом, після чого, на другому курсі, вирішив залишити економічний факультет і вступив до РАТІ-ГІТІС, який закінчив 2012 року.
Захоплюється фотографією та футболом.

## Кар'єра
Дебютував у кіно 2010 року в епізодичній ролі у серіалі «Голос». 
2012 року зіграв головну роль у серіалі «Поки цвіте папороть». 
У 2012—2013 роках служив у Московському театрі «Et Cetera». 
25 січня 2013 року було прийнято до трупи театру імені Єрмолової під керівництвом Олега Меньшикова.

## Театральні роботи
Театр «Центр драматургії і режисури»«Руїни» (за п'єсою Юрія Клавдієва, режисер Кирило Витоптов) — Савосько, старший син руїни
Московський театр «Et Cetera»«Шейлок» (за п'єсою Вільяма Шекспіра «Венеціанський купець», режисер Роберт Стуруа) — Граціано
Московський драматичний театр імені О. С. Пушкіна«Вишневий сад» (за п'єсою А. П. Чехова, режисер Володимир Мірзоев) — Єрмолай Олексійович Лопахін, купець

## Фільмографія
| Рік        |    | Українська назва                       | Оригінальна назва                  | Роль                                               |
| ---------- | -- | -------------------------------------- | ---------------------------------- | -------------------------------------------------- |
| 2010       | с  | Голоса                                 |                                    | Льоха                                              |
| 2012       | ф  | Серпень. Восьмого                      | Август. Восьмого                   | Яшка, командир танку                               |
| 2012       | с  | Поки цвіте папороть                    | Пока цветёт папоротник             | Кирило Андрєєв, журналіст газети «Таємнича правда» |
| 2013       | ф  | Літні канікули                         | Летние каникулы                    | Петя Лютиков                                       |
| 2013       | с  | Мар'їна роща                           | Марьина роща                       | Ігор Спиридонов                                    |
| 2013       | с  | Петрович                               |                                    | Денис Волковський                                  |
| 2013       | с  | Другий подих                           | Второе дыхание                     | Ілля                                               |
| 2013       | ф  | Звичка розлучатися                     | Привычка расставаться              | Денис                                              |
| 2013       | ф  | Ялинки 3                               | Ёлки 3                             | В'ячеслав                                          |
| 2013       | ф  | Кохання у великому місті 3             | Любовь в большом городе 3          | Артем Ісаєв-молодший                               |
| 2013       | с  | Обіймаючи небо                         | Обнимая небо                       | Іван Котов                                         |
| 2013       | с  | Без права на вибір                     | Без права на выбор                 | Льоха                                              |
| 2013       | ф  | ЖЖ                                     |                                    | Хлопець у бейсболці                                |
| 2014       | кф | Холодильник                            |                                    | Макс                                               |
| 2014       | ф  | Форт Росс: У пошуках пригод            |                                    | Крюков, купець                                     |
| 2014       | ф  | Злочин у фокусі                        |                                    | Федір Михайлович Кельський                         |
| 2015       | ф  | Щастя — це…                            | Счастье — это…                     | Артем                                              |
| 2015       | ф  | Розкоп                                 | Раскоп                             |                                                    |
| 2015       | с  | Закон кам'яних джунглів                | Закон каменных джунглей            | Вадік, рок-н-рольщик                               |
| 2015       | с  | Фарца                                  |                                    | Андрій                                             |
| 2015       | кф | Викрадач                               | Угонщик                            | брав участь                                        |
| 2015       | с  | Метод                                  |                                    | Євген                                              |
| 2015       | ф  | Невловимі: Останній герой              | Неуловимые: Последний герой        | Фанатик                                            |
| 2016       | ф  | Вовки та вівці: ме-е-е-га перетворення |                                    | Сірий                                              |
| 2016 —2018 | с  | Поліцейський з Рубльовки               |                                    | Гриша Ізмайлов                                     |
| 2016       | кф | Подарунок Віри                         | Подарок Веры                       | Антон                                              |
| 2016       | с  | Мата Харі                              |                                    | Матьйо Ніво на прізвисько «Ніж», злодій і вбивця   |
| 2016       | с  | П'яна фірма                            |                                    | Григорій Штучний                                   |
| 2017       | с  | Ви усі мене дратуєте!                  | Вы все меня бесите                 | Марк                                               |
| 2017       | ф  | Лавсторі                               |                                    | Сєва                                               |
| 2017       | ф  | Затемнення                             | Затмение                           | Алекс                                              |
| 2017       | ф  | Зима                                   |                                    | Макс                                               |
| 2017       | ф  | Тяжіння                                | Притяжение                         | Артем                                              |
| 2017       | ф  | Гоголь. Початок                        |                                    | Микола Гоголь                                      |
| 2017       | ф  | Напарник                               |                                    | Хромов в тілі немовля                              |
| 2018       | ф  | Лід                                    | Лёд                                | Саша                                               |
| 2018       | ф  | Гоголь. Вій                            |                                    | Микола Гоголь                                      |
| 2018       | с  | Sпарта                                 |                                    | Барковський                                        |
| 2018       | ф  | Т-34                                   |                                    | Івушкін                                            |
| 2019       | с  | Гоголь                                 |                                    | Микола Гоголь                                      |
| 2019       | с  | Біловоддя. Таємниця загубленої країни  | Беловодье. Тайна затерянной страны | Кирило Андрєєв                                     |
| 2019       | ф  | Останній хранитель Біловоддя           |                                    | Кирило Андрєєв                                     |
| 2019       | ф  | Анна                                   |                                    | Петро                                              |
| 2019       | ф  | Герой                                  |                                    | Андрій Родін                                       |
| 2020       | ф  | Стрєльцов                              | Стрельцов                          | Стрєльцов Едуард                                   |